# Rafael Canaro
Rafael Canarozzo más conocido como Rafael Canaro (San José de Mayo, Uruguay; 22 de junio de 1890 - Mar del Plata, Buenos Aires, Argentina; 28 de enero de 1972) fue un reconocido músico, director de orquesta y compositor uruguayo nacionalizado en Argentina. Era el hermano menor del también director Francisco Canaro (1888 —1964).

## Carrera
Hijo de un matrimonio italiano conformado por Don Francisco Canaro (padre), de profesión sepulturero, y Doña Rafaela Gatto, desde muy temprana edad la familia de Canaro se instaló en Buenos Aires en 1897, donde vivieron en casas de inquilinato (llamadas conventillos), en condiciones de extrema pobreza.
Rafael Canaro se crio en una familia de artistas ligados al género del tango. Entre ellos se encontraban su otro hermano el cantor Juan Canaro y el pianista y compositor Humberto Canaro.
En 1905, mientras Francisco Canaro había adoptado el violín, Rafael se desempeñaba como guitarrista acompañante de payadores.
Se inició como músico en la orquesta de su hermano Francisco en 1925 haciendo giras por París, específicamente como contrabajista y en serrucho. En el grupo también estaban Fioravanti De Cicco (piano), Romualdo Lomoro (batería) y Asprela (canto y guitarra).

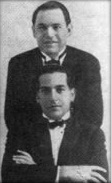
Francisco Canaro (por detrás) y Rafael Canaro en una gira por la década del '20.

En 1926 viaja a Nueva York con la misma compañía y al cabo de esa gira vuelve a Francia donde capitanea orquesta propia hasta 1939 que a causa de la guerra retorna a Buenos Aires, luego de recorrer toda Europa, con elementos criollos y europeos que se convirtieron al tango, y el Medio Oriente.
En Europa tuvo en su orquesta como vocalistas a las figuras del canto español Carmen Sevilla y Luis Mariano, y de los locales famosos de la Villa Lumière en que actuó se cuentan Ambassadeurs, Florida, Ermitage, Claridge y grabó discos en la Odeón de Francia.
En el mes de mayo de 1929 debuta en el Teatro Empire de París teniendo como principal estribillista al cantor Carlos Dante.  En Niza tiene ocasión de tocar en un programa junto a Carlos Gardel, y luego viaja a Alemania y España. En este país su orquesta efectúa grabaciones para Regal (una subsidiaria de la poderosa Columbia).
Compuso junto a su hermano Franscisco y con letra de Juan Andrés Caruso el tango Sentimiento gaucho, tema que se hizo muy popular y se mantuvo vigente por varias décadas. Por ello fue premiado en el primer concurso de tangos de los discos "Nacional" a fines de 1924 con el primer premio.
Estuvo unido a Carlos Gardel por sincera y leal amistad compartida en París, Madrid y en cualquier otra parte que se encontraran.

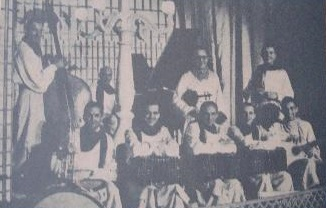
Orquesta Típica de Rafael Canaro.

En 1941, trabajó con el rubro José Tinelli-Chola Bosch, compartieron un exitoso programa en LR6 Radio Mitre, junto a la popular cancionista Adhelma Falcón.
Por su orquesta pasaron figuras como los vocalista Aldo Campoamor, Héctor María Artola,  Mario Beltrán, Ricardo Duarte,  Raúl Sanders, Luis Scalon, Alberto Tagle, Luis Mariano y Jorge Cardoso. El prestigioso músico Lucio Demare también formó parte de su orquesta típica.

## Composiciones
- Sentimiento gaucho.

## Temas interpretados por su orquesta
- Pizpireta.
- Lejanía.
- La Batuta.
- La Palmera.
- Tango de Media Noche.
- Ciertos Amores.
- El tortazo.[9]
- Garua.
- Viejo gaucho (1938).
- La muchacha del centro.
- Rien que nous deux (Solo los dos) (1932).
- La melodie de notre adieu (La melodía de nuestro adiós).
- Campanas del recuerdo
- El que a hierro mata
- Victoria
- Naipe marcado (1934)
- La pulpera de Santa Lucía
- Entre sueños
- Estampilla
- Garufa
- Paciencia
- Malevaje
- Torturas
- Haragán
- Alma en pena
- Caminito
- Zaraza
- A Montmatre
- Las vueltas de la vida
- Alma de bandoneón
- Yo no se porque te quiero
- Como te quiero.
- Pura milonga (Instrumental)
- Viejos Tiempos
- Que le importa al mundo (1936)
- Falsedad
- Olvidame (1937)
- Yo también soñé
- Cuando el corazón (1938).
- Tana linda.
- Llevatelo todo.
- Callecita de mi novia.